# Jesús Flores Magón
Jesús Flores Magón, född 1871 i Oaxaca, Mexiko, var en mexikansk politiker, journalist och revolutionär i den mexikanska revolutionen. Tillsammans med sina bröder Enrique och Ricardo Flores Magón grundade han tidningen Regeneración, som bekämpade det de såg som orättvisorna under Porfirio Díaz. 
Flores Magón omnämns bland annat i De vilda detektiverna av Roberto Bolaño.